# Jiří Sever
Jiří Sever, vlastním jménem Vojtěch Čech, (24. listopadu 1904 Brno – 10. května 1968 Praha) byl český fotograf a chemik. Také používal pseudonym George North.

## Život
Jako vysokou školu si zvolil Vysokou školu technickou[ujasnit], kterou také dokončil, a následně celý život pracoval jako chemik v oboru barviv a aromatických látek. Přesto se již za studií začal věnovat fotografii a později se stal nezapomenutelnou a originální osobností dějin české fotografie 20. století. Dá se říci, že jeho tvorba vychází se surrealismu, byl ovlivněn též jazzem a malířstvím. Připojil se k programu Skupiny 42, kde působili také jeho přítel Kamil Lhoták nebo Jindřich Chalupecký.
Doménou tvorby Jiřího Severa bylo vytváření fotografických knih-objektů. Za svůj život jich vytvořil 46. První knihu nazval Maskovaná Lucie a jiná setkání (1942).
Věnoval se fotografování pražských periferií, objevoval kouzlo zanikajícího světa, fotografoval úplně obyčejné věci – pouliční osvětlení, staré, opuštěné věci, které již dosloužily, plesnivé zdi činžáků, dřevěné, polorozpadlé ohrady, rozbitá okna, výlohy opuštěných obchodů, potrhané plakáty atd. Hledal a nacházel poezii v kulisách dnes již dávno zaniklých periferií velkoměsta.

## Dílo
- Cyklem Čteno přes rameno (1947) prochází žena, kterou fotograf zdánlivě jen letmo sleduje při procházce Prahou.
- Další fotografické cykly Sever nafotografoval při svých cestách Evropou, např. Radost sídlí v dávném domě (1946), Bez protijedu (1946).
- Americké cykly věnoval svému oblíbenému jazzu – Haarlem Interlude, Lexington Avenue Blues, Manhattan Panorama nebo Chatham Bound (1956).
- V 60. letech vznikly cykly Fiesta a Fétiche (1966) a také Pásmo magnetických poruch (1965).